# Optimization letters
Optimization letters is een internationaal, aan collegiale toetsing onderworpen wetenschappelijk tijdschrift op het gebied van de
toegepaste wiskunde en
operationeel onderzoek.
De naam wordt in literatuurverwijzingen meestal afgekort tot Optim. Lett.
Het tijdschrift is opgericht in 2007 en wordt uitgegeven door Springer Science+Business Media.